# Scotopteryx carsicola
Scotopteryx carsicola är en fjärilsart som beskrevs av Otto Staudinger 1920. Scotopteryx carsicola ingår i släktet backmätare, och familjen mätare. Inga underarter finns listade.